# Joshua Bonga
Bompona-Josue-Joseph Bonga (* 13. Januar 2005 in Koblenz) ist ein deutscher Basketballspieler.

## Werdegang
Bonga sammelte seine erste Basketballerfahrung auf einem Freiplatz an der Grundschule Lützel in Koblenz und spielte dann im Nachwuchsbereich der SG Lützel Baskets/Post-SV Koblenz. Er wurde dort wie sein älterer Bruder Isaac von Trainer Viktor Schneider gefördert. Auch der Wechsel in die Jugend des Bundesligisten Skyliners Frankfurt, den er 2018 vollzog, glich dem Karriereverlauf des Bruders.
2019 wurde Bonga mit Frankfurt deutscher Meister in der Altersklasse U14. In der Jugend-Basketball-Bundesliga wurde er in der Saison 2019/20 als bester Liganeuling und bester Verteidiger ausgezeichnet. Neben seinen Einsätzen im Nachwuchs fand Bonga Aufnahme in das Aufgebot der Herrenmannschaft von Eintracht Frankfurt (2. Regionalliga) und der zweiten Herrenmannschaft der Skyliners Frankfurt (2. Bundesliga ProB) (erster Einsatz im Oktober 2020). Ende April 2021 setzte ihn Frankfurts Trainer Sebastian Gleim erstmals in einem Spiel der Basketball-Bundesliga ein: Bonga stand gegen Ludwigsburg rund elf Minuten auf dem Spielfeld. Er wurde durch diesen Einsatz im Alter von 16 Jahren und 104 Tagen der fünftjüngste Bundesliga-Spieler seit der Einführung der elektronischen Datenerfassung im Jahr 1998. Zur Saison 2021/22 wechselte Bonga zu Žalgiris Kaunas nach Litauen. 2022 wurde er zur Teilnahme an der vom Weltverband FIBA, dem italienischen Verband und der NBA durchgeführten Sichtungsveranstaltung Basketball Without Borders eingeladen. Er spielte für Žalgiris’ zweite Herrenmannschaft sowie in der Jugend. In Litauen kam er nach einem im Juli 2022 zugezogenen Achillessehnenriss nicht mehr zum Einsatz.
Nach der Ausheilung der Verletzung wechselte Bonga im Sommer 2023 zum SC Rasta Vechta. Er wurde bei den Niedersachsen in der zweiten Herrenmannschaft sowie in der U19 eingesetzt. In Vechta wurde er zunächst durch einen Bänderriss im Sprunggelenk zurückgeworfen, ehe er ab Dezember 2023 beim SC Rasta II Stammspieler war. Mit der U19-Spielgemeinschaft Quakenbrück/Vechta gewann er im Mai 2024 die deutsche Meisterschaft dieser Altersklasse.
Bonga wechselte 2024 in die Vereinigten Staaten zu den Fresno State Bulldogs. Zur Saison 2025/26 schloss er sich dem deutschen Zweitligisten SBB Baskets Wolmirstedt an.

### Nationalmannschaft
Im Sommer 2025 nahm er mit der deutschen Auswahl an der U20-Europameisterschaft teil.

### Familie
Seine Eltern wanderten aus dem Kongo nach Deutschland aus, ließen sich zunächst in Heppenheim, dann in Neuwied und schließlich in Koblenz nieder. Seine Brüder Tarsis (Fußball) und Isaac (Basketball) sind ebenfalls Leistungssportler.